# Campo Grande (metrostation)
 Campo Grande  is een metrostation aan zowel de Gele lijn
als Groene lijn van de Metro van Lissabon. Het station is geopend op 1 april 1993.
Het station is geheel bovengronds uitgevoerd echter de metrolijnen zijn vlak buiten het station alweer ondergronds.
Het is gelegen aan het Viaduto do Campo Grande bij de Rua Cipriano Dourado. Het Estádio José Alvalade is dicht bij het station gelegen.
Ten oosten dit station is ook een opstelterrein van de metro van Lissabon te vinden.